# Kvarndammen (Bjurbäcks socken, Västergötland)
Kvarndammen är nu en mindre våtmark genomfluten av Tidan, tidigare en sjö i Mullsjö kommun i Västergötland och ingår i Göta älvs huvudavrinningsområde. Kvarndammen ligger i Nyckelås Natura 2000-område. Kvarndammen ligger vid foten av Mullsjö alpins slalombacke - Knaggebobacken.

## Galleri

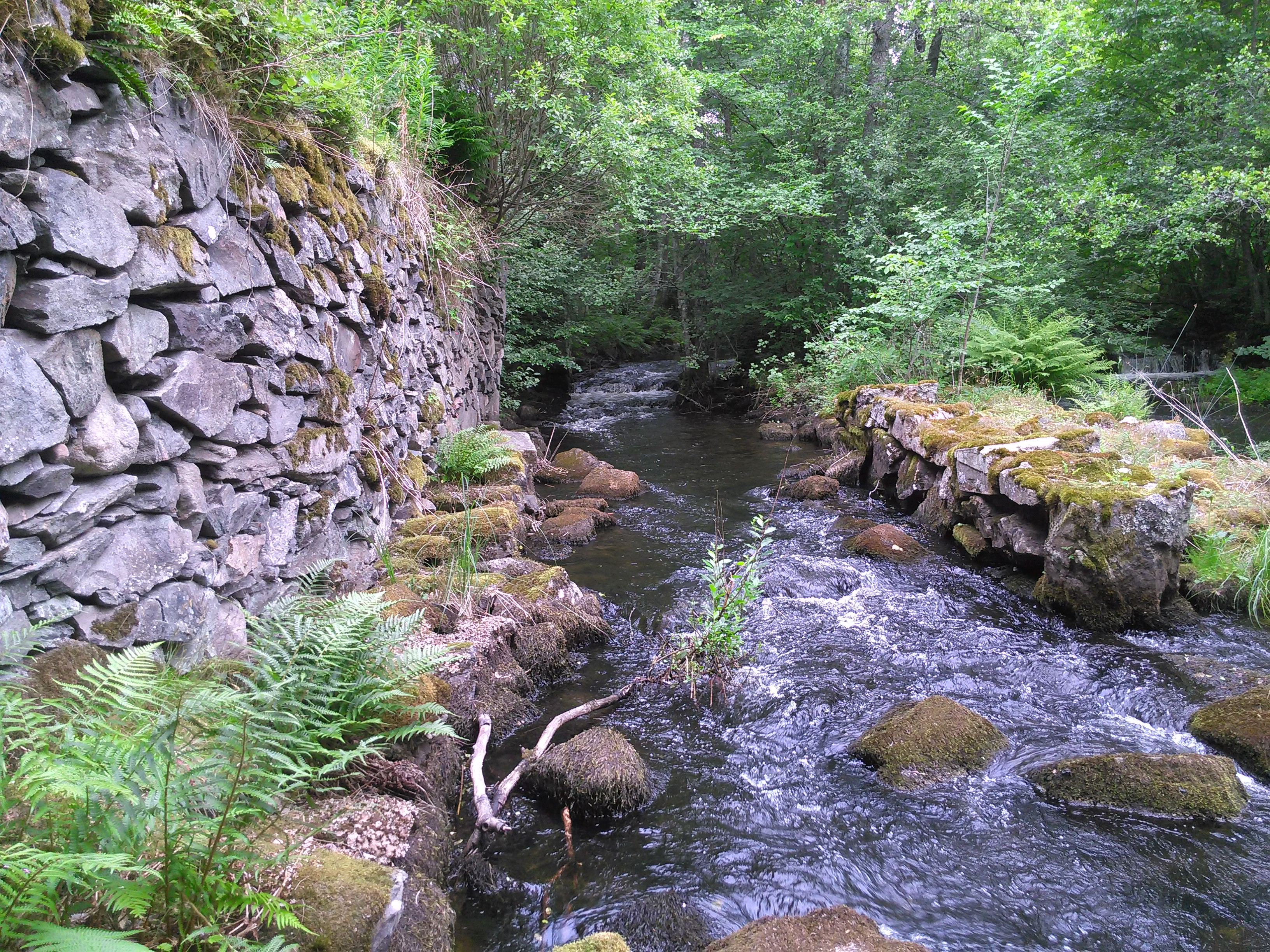
Resterna efter den gamla kvarnen.